# Оленя
«Оленя» (англ. Baby Reindeer) — британський мінісеріал, драматичний трилер у жанрі чорної комедії, створений Річардом Гаддом, який також виконав головну роль. Адаптація однойменного автобіографічного моношоу Гадда, заснованого на його реальному досвіді, коли Гадда переслідували та він зазнав сексуального насильства у 20-річному віці. Режисерки — Вероніка Тофільська та Жозефіна Борнебуш, у головних ролях — Гадд, Джессіка Ганнінг і Нава Мау.
Серіал складається з семи епізодів, прем'єра яких відбулася на Netflix 11 квітня 2024 року. Він отримав визнання критиків і очолив рейтинг Global Weekly Top 10 TV (англійською мовою) Netflix.

## Сюжет
Сюжетна лінія заснована на реальному досвіді творця серіалу Річарда Гадда про переслідування  з боку клієнта в пабі, де він працював, та сексуальне насильство, коли йому було двадцять років. Згодом Гадд створив моновиставу на основі цього досвіду, і серіал виріс з цього.

## Актори та персонажі
- Річард Гадд — Донні Данн, вигадана версія Гадда
- Джессіка Ганнінг — Марта Скотт, колишня юристка з кримінальним минулим
- Нава Мау — Тері, терапевтка, яку Донні зустрічає на сайті знайомств для транссексуалів
- Том Ґудман-Гілл — Даррієн О'Коннор, телевізійний сценарист, який бере Донні під свою опіку
- Шалом Брюн-Франклін — Кілі, колишня дівчина Донні
- Ніна Сосаня — Ліз, мати Кілі та господиня Донні
- Майкл Вайлдман — Грегсі, власник пабу, в якому працює Донні
- Денні Кіррейн — Джино, колега Донні
- Аманда Рут — Ель, мати Донні
- Марк Льюїс Джонс — Джеррі, батько Донні
- Г'ю Колз — Френсіс, друг Донні з театральної школи
- Александрія Райлі — детектив Калвер, якій доручили справу Донні
- Томас Кумбс — некомпетентний офіцер поліції Деніелс
- Том Дюрант Прітчард — Джейсон, ведучий конкурсу стендап-комедій
- Лаура Сміт — Гленда, ведуча комедійного конкурсу
- Вілл Гіслоп — Біллі, колега-комік

## Епізоди
| 1 | «Епізод 1» | Вероніка Тофільська | Річард Гадд | 11 квітня 2024 |
| У 2015 році, працюючи в пабі в Лондоні, комік-початківець Донні Данн, пропонує безкоштовну чашку чаю збентеженому клієнту. Клієнтка, Марта Скотт, стає постійним відвідувачем, стверджуючи, що вона багатий адвокат і розважає Донні історіями. Вона стає все більш кокетливою, називаючи його «оленя» та іншими прізвиськами. Також вона починає надсилати йому електронні листи сотні разів на день, що викликає у нього дискомфорт. Він неохоче веде її на каву, але його турбує публічна поведінка Марти. Він слідкує за нею по дорозі додому, виявляючи, що вона живе в захаращеній квартирі в комунальному маєтку, і тікає після того, як вона помітила його. Марта бачить у цьому розвиток їхніх стосунків. Вона з'являється без запрошення на виступ Донні на місцевому конкурсі комедійних комедій, і її викрики допомагають йому забезпечити собі місце у півфіналі. Вона зізнається Донні у коханні, знову спалахує гнівом, коли він намагається ввічливо відмовити їй, і надсилає йому запит у друзі на Facebook. Донні дізнається, що вона — засуджена сталкерка. Проте з невідомих навіть для нього причин, він приймає її запит дружити. |            |                     |             |                |
| 2 | «Епізод 2» | Вероніка Тофільська | Річард Гадд | 11 квітня 2024 |
| Донні таємно зустрічався з Тері, американським терапевтом-трансгендером. Незважаючи на те, що він шукає транс-партнера, Донні соромиться своїх почуттів і сказав Тері, що він будівельник на ім’я Тоні. Переслідування Марти посилюється. Вона залишає коментарі до кожної фотографії в профілі Донні у Facebook і ревниво надсилає образливі повідомлення його колишній дівчині Кілі, мати якої, Ліз, є власницею оселі де мешкає Донні. Марта також починає ходити за ним додому після його змін у пабі. Тері закликає Донні піти в поліцію, але він відмовляється, вважаючи, що Марта нешкідлива. Він намагається змусити своїх колег заборонити їй вхід до пабу, але один із них надсилає їй відповідь з облікового запису Донні, в якому жартома просить анальний секс, що змушує її повірити, що він має до неї почуття. Донні влаштував вдале побачення з Тері під дією кокаїну, але коли Тері просить Донні поцілувати її публічно, він панікує і кидає її в метро. Коли він іде додому, Марта слідує за ним, штовхає його на стіну та мацає його промежину. |            |                     |             |                |
| 3 | «Епізод 3» | Вероніка Тофільська | Річард Гадд | 11 квітня 2024 |
| Донні зізнається у своїх діях і справжньому імені Тері, яка сердито просить його піти. Марта подружилася з Ліз під вигаданим іменем, залишивши свою фотографію у купальнику в спальні Донні. Донні погрожує їй поліцією, і вона зникає з його дому та роботи лише для того, щоб постійно з’являтися на автобусній зупинці навпроти його дому. Донні починає симпатизувати Марті, коли вона впадає в розгубленість, але просить її залишити його в спокої, розглядаючи це як розрив. Зв'язок Марти з Донні ненадовго припиняється. Тері з'являється на півфіналі комедії, зацікавлена дати Донні другий шанс. Його виступ переривається, коли Марта починає лаяти його з аудиторії, переростаючи в шалену лють, коли він висміює її зі сцени. Її викидають, але пізніше вона намагається проникнути до його гримерки, перш ніж переслідувати його та Тері. Тері та Донні погоджуються відновити стосунки. Їхнє побачення переривається, коли розлючена Марта нападає на Тері, вириваючи в неї шмат волосся. |            |                     |             |                |
| 4 | «Епізод 4» | Вероніка Тофільська | Річард Гадд | 11 квітня 2024 |
| Через шість місяців Донні намагається повідомити про Марту в поліцію. Коли офіцер запитує його, чому йому знадобилося так багато часу, щоб донести про неї, він повертається до кількох років тому. Будучи молодим коміком, він випадково зустрічається з Даррієном, сценаристом успішного телешоу, який працював з комедійними кумирами Донні. Даррієн наставляє його та заохочує переїхати до Лондона, перш ніж раптово зникнути з його життя. Донні переїжджає до Оксфорда і відвідує театральну школу, де він зустрічається та переїжджає до Кілі. Йому дзвонить Даррієн і під його керівництвом починає писати телевізійний пілот. Даррієн заохочує Донні вживати наркотики та чинить сексуальні напади на нього, коли він під кайфом. Не підозрюючи, що Даррієн доглядає(Грумінг (психологія) за ним, Донні проводить регулярні вихідні, повні наркотиків, «робочі сесії» в квартирі Даррієна, що впливає на його стосунки з Кілі. Під час цих прийомів наркотиків Донні втрачає свідомість, і на нього нападає Даррієн, кульмінацією чого є те, що Даррієн зґвалтує його, коли він приймає ЛСД і ГОМК. Донні нарешті залишає Даррієна, але його стосунки з Кілі руйнуються. Він усвідомлює, що його приваблюють чоловіки, але пов'язує свої почуття зі згвалтуванням і відчуває сором, починаючи період небезпечного сексу з різними партнерами. Зараз, через те, що він винний у нападі на Даррієна та ніколи не повідомляв про нього, Донні не надає поліції точного звіту про переслідування Марти. |            |                     |             |                |
| 5 | «Епізод 5» | Жозефіна Борнебуш   | Річард Гадд | 11 квітня 2024 |
| Марті заборонено відвідувати паб Донні після того, як вона влаштувала сцену під час роботи. Після нападу на Кілі на вулиці Ліз просить Донні виїхати. Він переїжджає в нову квартиру з друзями з театральної школи, але з жахом дізнається, що вони щовечора влаштовують вечірки з наркотиками. Він проводить усе більше часу з Тері, ховаючись у її квартирі та вперше показуючи їй бісексуалом. Їхні стосунки починають страждати через її травму через напад Марти та його еректильну дисфункцію, спричинену його травмою від Марти та Дарріена. Тері переконує його знову доповісти на Марту. На дільниці він нарешті залучає офіцера, який шукає Марту. Зрозумівши, що вона раніше судима, поліція серйозно береться за справу. Марта підкоряється поліції та припиняє контакт із Донні. Однак він виявляє, що одержимий нею і навіть мастурбує під її образ. Це допомагає йому успішно займатися сексом з Тері, і їхні стосунки покращуються. Його мати отримує шокуюче голосове повідомлення, коли Марта повідомила, що Донні в лікарні після нещасного випадку. |            |                     |             |                |
| 6 | «Епізод 6» | Жозефіна Борнебуш   | Річард Гадд | 11 квітня 2024 |
| Донні з жахом усвідомлює, що Марта почала переслідувати його батьків і звинуватила його батька в тому, що він педофіл, через що він має проблеми на роботі. Після того, як поліція не допомагає, Донні намагається вловити Марту, щоб вона порушила заборону на контакт. Однак Марта записує всі їхні взаємодії, і поліція його попереджає. В результаті Тері розлучається з ним. За день до того, як Донні має виступити у фіналі комедійного конкурсу, Марта повертається до пабу Донні, щоб переслідувати його. Коли він висуває їй попередні звинувачення у переслідуванні, вона нападає на нього, розбиваючи склянку об його обличчя. Його колеги переконують Донні не пред'являти звинувачень, які б виявили їх неналежне управління пабом, і він погоджується. На конкурсі Донні після того, як його жарт не вдається, замість цього ламається на сцені, зізнаючись глядачам у відвертих подробицях про свою провину, сором і ненависть до себе після зґвалтування, переслідування та погані стосунки з Тері, перш ніж вийти з театру. ПРИМІТКА: Епізод присвячено пам'яті Ллевелліна Гаррісона, який працював на «Оленяті». |            |                     |             |                |
| 7 | «Епізод 7» | Жозефіна Борнебуш   | Річард Гадд | 11 квітня 2024 |
| Відео зізнання Донні стало вірусним, що дало йому значний поштовх у кар’єрі. Він необдумано встановлює повідомлення про відсутність на своїй електронній пошті, яке містить його номер телефону, що призводить до того, що Марта вперше отримує доступ до його телефону. Вона телефонує йому і погрожує розповісти батькам про його зґвалтування та сексуальність. Сподіваючись випередити її, він їде до Файф у Шотландії та розповідає все своїм батькам. Його батько зізнається, що він також зазнав сексуального насильства, і Донні проводить спокійний тиждень зі своєю родиною. Марта починає безперервно телефонувати Донні, залишаючи йому сотні голосових повідомлень. Поліція пропонує йому прослухати голосову пошту та повідомити про будь-які погрози. Через кілька місяців його звичка слухати голосову пошту Марти стає нав'язливою ідеєю, оскільки він знову починає жаліти її та каталогізувати усі отримані повідомлення. Однак після того, як вона погрожує зарізати його батьків, він нарешті повідомляє про неї, і її заарештовують. Марта засуджена до дев'яти місяців ув'язнення і п'яти років випробувального терміну. Донні більше ніколи її не бачить. Донні намагається адаптуватися у світі без постійної присутності Марти, закривається вдома та продовжує будувати послідовність подій своїх стосунків із Мартою. Його сусіди по кімнаті телефонують Кілі, яка, хвилюючись за його психічне здоров'я, просить його повернутися до будинку Ліз. Коли він повертається, він знаходить сценарій, який писав для Даррієна. У спробі завершити все це, він йде до квартири Даррієна, але замість того, щоб протистояти йому, чемно балакає з ним. Даррієн, який бачив відео Донні, пропонує йому роботу сценариста. Донні погоджується, але після того як вийшов від нього з ним стається панічна атака. Зупинившись у пабі, він слухає голосову пошту, де Марта пояснює, чому вона називає його «оленя»: це тому, що він нагадує їй опудало, яке вона обіймала, коли її батьки сварилися, — єдиний позитивний спогад з її дитинства. Донні починає плакати, дістає свій напій і розуміє, що забув свій гаманець. Бармен, шкодуючи Донні, дає йому випити за рахунок будинку, у дзеркалі першої зустрічі Донні з Мартою. |            |                     |             |                |

## Виробництво
Серіал було оголошено в грудні 2020 року, а Річард Гадд мав намір написати сценарій і зіграти головну роль. Clerkenwell Films була готова до виробництва. Вероніка Тофільська була додана як режисер у серпні 2022 року, а Жозефіна Борнебуш була оголошена додатковим режисером у березні 2023 року.

### Кастинг
Річард Гадд був обраний одночасно з анонсом серіалу. Джессіка Ганнінг була обрана 26 серпня 2022 року. У березні 2023 року Нава Мау було оголошено в складі акторської групи.

### Зйомки
Зйомки розпочалися в середині серпня 2022 року на Грассмаркеті в Единбурзі і проходили в Лондоні у вересні. Зйомки завершено на початку березня 2023 року.

## Реліз
Усі сім епізодів були одночасно випущені на Netflix 11 квітня 2024 року.

## Рецензії
На агрегаторі рецензій Rotten Tomatoes 98 % із 48 критиків дали серіалу позитивний відгук із середньою оцінкою 8,8/10. Консенсус вебсайту говорить: «„Оленя“, створене автором і головним актором Річардом Гаддом, щедро винагороджує глядачів своєю емоційною складністю та чудовою грою». На Metacritic серія має середньозважену оцінку 88 зі 100 на основі 14 критиків.
Гаррі Броклхерст із The Tab, описуючи шоу як «похмуро смішне, глибоко тривожне та дуже зворушливе», критикував шанувальників шоу, називаючи їх «підлими» за спробу викрити справжню жінку, на якій базується персонаж «Марта», і спекуляції щодо того, що облікові записи соціальних мереж можуть належати справжній людині. Після того, як у мережі з'явилися нові теорії про реальне натхнення для вигаданих персонажів серіалу, у квітні 2024 року Гадд попросив шанувальників припинити будь-які спекуляції. Після того, як театральний режисер Шон Фолі був фальшиво звинувачений у тому, що він є реальним прототипом персонажа Даррієна, повідомив про неправдиві звинувачення в поліцію. Це призвело до розслідування поліції. Гадд підтвердив, що Фолі не стоїть за персонажем Даррієном.

### Аудиторія
«Оленя» дебютувало під номером п'ять у рейтингу 10 найкращих англійських телесеріалів Netflix за тиждень відстеження з 8 по 14 квітня 2024 року з 10,4 мільйонами годин перегляду. Наступного тижня він піднявся на перше місце та зібрав 52,8 мільйона годин перегляду.